# Crnogorska narodna vojska (1945.)
Crnogorska narodna vojska (1945.) bila je oružana formacija oformljena koncem Drugog svjetskog rata na teritoriju NDH od pripadnika crnogorskih četničkih postrojbi pod vojno-političkim rukovodstvom dr. Sekule Drljevića, borca za neovisnu Crnu Goru i suradnika NDH vlasti.

## Povijesni kontekst
Koncem 1944. oko 8700 crnogorskih četnika, pod zapovjedništvom vojvode, pukovnika Pavla Đurišića, te približno oko 3000 članova njihovih obitelji i drugih civila, evakuirali su se s postrojbama Wehrmachta pred naletom partizana i oslobođenja Crne Gore preko teritorija NDH u teškim uvjetima hladnoće, gladi i tifusa. Na planini Trebavi (Bosanska Posavina) Đurišić je odbio izvršiti zapovijed Draže Mihailovića, glavnog četničkog zapovjednika, da se reorganizira i s njim skupa vrati na teritorij Srbije i Crne Gore. Radio-vezom stupio je Đurišić u kontakt sa srpskim kvislinzima koji su se domogli Slovenije i Istre, Milanom Nedićem te Dimitrijem Ljotićem koji ga je i pozvao da se prebaci u Sloveniju.

## Sporazum dr. Drljević-Đurišić
Da bi se domogao Slovenije, morao je Đurišić prijeći teritorij NDH koji su kontrolirale ustaško-domobranske snage na desnoj obali Save. Kurirskim je vezama Đurišić stupio u kontakt s dr. Drljevićem, koji je u Zagrebu, gdje je imao potporu vlasti NDH, formirao Crnogorsko državno vijeće s nakanom da na kraju Drugog svjetskog rata još jednom pokuša restaurirati samostalnu crnogorsku državu.
Dr. Drljević i Đurišić su 22. ožujka 1945. potpisali sporazum, po kojem su crnogorske četničke postrojbe preimenovane u Crnogorsku narodnu vojsku pod zapovjedništvom dr. Drljevića, dok je Đurišić imenovan šefom stožera. Također je Đurišić kooptiran u Crnogorsko državno vijeće. Prva je zapovijed dr. Drljevića crnogorskim četnicima bila - borba za samostalnu crnogorsku državu.
Prema planu, postrojbe Crnogorske narodne vojske su kod Slavonskog Broda trebale organizirano prijeći Savu i željeznicom se transportirati do Slovenije.

## Bitka na Lijevča polju
Draža Mihailović, saznavši za sporazum dr. Drljević-Đurišić, već 23. ožujka 1945. izdaje okružnicu (raspis) u kojem obavještava o Đurišićevoj "izdaji prema narodu, Kralju i Vrhovnoj komandi". Đurišić se pokolebao te je početkom travnja 1945., mimo sporazuma s dr. Drljevićem naredio pokret svojih postrojbi u pravcu Lijevča polja, kako bi se preko Korduna domogao Slovenije najkraćom linijom. Uslijedila je višednevna bitka s ustaško-domobranskim snagama u kojoj su Đurišićeve postrojbe pretrpjele teške gubitke.

### Kraj bitke
Pod teškim dojmom poraza i rasula, Đurišićeve su se postrojbe počele odazivati pozivima ljudi dr. Drljevića da napuste frontu kod Lijevča polja i da se ne bore protiv hrvatskih trupa. Najprije je kompletan 1. četnički puk pod zapovjedništvom Ivana Janičića trenutno obustavio borbe. Rođak dr. Drljevića, Đurišićev eks-četnički zapovjednik Branko Drljević, te eks-četnički zapovjednik Boško Agram, uspjeli su unijeti red u kaos i 8. travnja 1945. Đurišićeve su trupe stavljene pod zapovjedništvo dr. Drljevića. Ovim postrojbama ustaše nisu oduzimale oružje.
Njihovo je koncentriranje obavljeno u vojarni u Staroj Gradiški, gdje su bili okruženi ustaškim stražama, topništvom i tenkovima. Đurišića su ustaše, nakon što se 17. travnja 1945. s najbližim suradnicima predao, ubile najvjerojatnije u logoru Jasenovac.

## Govor dr. Drljevića
Dr. Drljević sa suradnicima je 10. travnja 1945. došao u vojarnu u Staroj Gradiški gdje se, s crnogorskom kapom i serdarskim grbom, obratio bivšim četničkim postrojbama. U svom govoru pozvao ih je da budu vjerni samostalnoj Crnoj Gori i da se nastave boriti pod "crnogorskom narodnom i državnom zastavom" protiv partizana. Također je kazao da NDH i Njemačka priznaju crnogorsku neovisnost.
Četnici su obrijali brade, a namjesto jugoslavenskih kokardi dobili su grbove Kraljevine Crne Gore. Također, namjesto četničkih, glavna je zastava postao crnogorski alaj-barjak. Oko 2500 ranjenih i od tifusa oboljelih crnogorskih četnika smješteno je u ustašku bolnicu u Staroj Gradiški.

## Formacija
Crnogorska narodna vojska imala je formaciju od tri brigade:
- 1. brigada Vuk Mićunović
- 2. brigada Bajo Pivljanin
- 3. brigada Nikac od Rovina

Zapovjedni je lanac bio sastavljen od eks-četničkih časnika.

## Diferencijacija
Iz Stare Gradiške, Crnogorska narodna vojska dislocirana je u Okučane, gdje je stavljena pod nadzor najprije 2. a onda 5. ustaškog zbora.
Suradnici dr. Drljevića obavili su podjelu ljudstva po nacionalnoj pripadnosti, na Crnogorce i ne-Crnogorce, jer je u njihovim redovima bilo i četnika iz Srbije i Bosne. Odvajani su Srbi iz redova Crnogorske narodne vojske i pod stražom sprovođeni do ustaša koji su ih ubijali. Srbi-četnici iz istočne Hercegovine smatrani su Crnogorcima i nisu odvajani.

## Epilog
Crnogorska narodna vojska evakuirana je vlakom preko Zagreba u Sloveniju. U kaosu borbi i kapitulacije svibnja 1945. najveći su broj njenih pripadnika uhitile partizanske snage i po kratkom postupku strijeljale u širem području Zidanog Mosta. Manji broj unovačen je u novu Jugoslavensku armiju, a tek su se pojedinci uspjeli dočepati inozemstva, gdje su desetljećima živjeli kao politički emigranti. Sekula Drljević ubijen je u studenom 1945. u Austriji.